# Uludağ
Uludağ is een Turkse naam, die in het Nederlands: grote berg (ulu = groot, dağ = berg) betekent.

## Bergen met deze naam
Wanneer men over de Uludağ in Turkije spreekt, bedoelt men nagenoeg altijd de Uludağ bij de stad Bursa. De 2.543 meter hoge berg maakt deel uit van het Marmaragebergte. De hoogste top van de berg heeft een eigen naam: Kartaltepe.
De geografische ligging is 40.04'14" noorderbreedte en 29.13'18" oosterlengte.
In de klassieke oudheid stond deze berg, evenals de berg die nu algemeen zo wordt genoemd en ten zuidwesten van Thessaloniki in Griekenland ligt, bekend onder de naam Olympos of Olympus. De stad Bursa heette in de Romeinse tijd dan ook Prusa ad Olympum. De berg lag op de grens van de oude Anatolische landen Bithynië en Mysië.
De door zowel de Grieks-Orthodoxe Kerk als de Rooms-Katholieke Kerk als heilige beschouwde Joannicius de Grote (752-846), een Byzantijnse monnik en heremiet, zou vrijwel zijn gehele leven op deze berg hebben doorgebracht. Volgens zijn hagiografie zou hij er wonderen hebben verricht.
Hij had vele navolgers en de Mysische Olympus was tot de 11e eeuw bekend vanwege de vele kluizenarijen en kloosters.
In 1974 begon men met het delven van wolfraam uit de berg. Dit mijnbouwproject bleek echter niet rendabel, en in 1989 werd de mijn gesloten.
De berg is het populairste en best geoutilleerde wintersportgebied van heel Turkije. Het gebied geldt als sneeuwzeker van eind november tot begin maart, het skiseizoen duurt er 3 à 4 maanden; er zijn echter ook winters geweest, waarin er meer dan vijf maanden lang sneeuw op de berg bleef liggen. Ook Nederlandse toeristen boeken wel reizen naar de Uludağ, vaak in combinatie met een stedentrip naar Istanboel en de stad Bursa.

## Nationaal Park Uludağ
De Uludağ bij de stad Bursa maakt deel uit van een ca. 130 km² groot nationaal park.
Het gebied is voor ca. 78% met bos, zowel loof- als naaldbos, bedekt. De rest bestaat uit alpenweides, kale rotsen, heidevelden e.d.
In het gebied zijn diverse wandelroutes uitgezet, echter vooral voor de geoefende bergwandelaar.
Door het gebied loopt een kabelbaan van de stad Bursa tot het op 1.630 meter hoogte gelegen Sarialan.
De biodiversiteit van het gebied is hoog, en er komen veel endemische en zeldzame planten en dieren in het gebied voor.
Daartoe behoren:
- Vogels: de lammergier, de steenarend en ca. 20 andere soorten roofvogels, alpenheggenmus, diverse soorten rotslijsters, de Alpenkauw en de verwante Alpenkraai, de Izabeltapuit, de roodvoorhoofdkanarie, de Turkse boomklever, de boomkruiper, de kruisbek, de ruigpootuil, en de witrugspecht
- Zoogdieren: o.a. de wolf
- Vlinders: diverse zeldzame soorten, waaronder de apollovlinder
- Opvallende planten: de voorjaarszonnebloem (ondersoort Doronicum orientale), diverse soorten krokussen, de druifhyacint (ondersoort Muscari racemosum).

## Bedrijven en organisaties met deze naam
- Een in de stad Bursa gevestigde fabrikant van limonades en frisdranken, die o.a. Uludağ Cola produceert.
- De universiteit van de stad Bursa heet ook Uludağ Universiteit.